# Anna Samokhina
Anna Samokhina (russe : Анна Владленовна Самохина), née le 14 janvier 1963 et morte le 8 février 2010, est une actrice, chanteuse, animatrice de télévision et femme d'affaires soviétique puis russe.

## Biographie
Elle est née le 14 janvier 1963. Elle est une des actrices soviétiques les plus en vogue pendant la Perestroïka et au début des années 1990 notamment grâce à son interprétation de Mercédès Herrera dans l'adaptation cinématographique du Comte de Monte-Cristo, Le Prisonnier du château d'If, sortie en 1988. Elle participe ensuite à l'un des premiers film de gangsters russe, Les Voleurs dans la loi,,. Elle a une carrière d'actrice de cinéma et de télévision très prolifique dans les années 1990 et 2000 pendant la perestroika.
Elle est décédée d'un cancer de l'estomac en 2010. Elle est enterrée au cimetière orthodoxe de Smolensk à Saint-Pétersbourg.

## Filmographie partielle
- 1988 : Le Prisonnier du château d'If (Узник замка Иф) de Gueorgui Jungwald-Khilkevitch : Mercedes
- 1988 : Les Voleurs dans la loi (Воры в законе) de Iouri Kara : Rita
- 1989 : Don César de Bazan (Дон Сезар де Базан) de Yan Frid : Maritana
- 1990 : La Chasse royale (Царская охота) de Vitali Melnikov : Princesse Tarakanova[11].
- 1991 : Une brunette pour 30 kopecks (ru) (Брюнетка за 30 копеек) de Sergueï Nikonenko : La femme du maire
- 1992 : Tartuffe (ru) (Тартюф) de Yan Frid : Mariana
- 1994 : Roman de boulevard (ru)[12] (Бульварный роман) de Vassili Panine (ru) : Olga
- 1998 : Les Rues aux lampadaires cassés (Улицы разбитых фонарей) (série télévisée) d'Alexandre Rogojkine : Larissa Kourbatova
- 1999 : Service chinois (ru) (Китайский сервиз) de Vitali Moskalenko (ru) : Zinaïda
- 2010 : Dans le style du jazz (ru) (В стиле jazz) de Stanislav Govoroukhine : La femme de Victor Ivanovitch